# Eugène Lecomte
Pour les articles homonymes, voir Lecomte.
Eugène Louis Jean Lecomte est un homme politique français né le 1er mai 1803 à Guillerval (Seine-et-Oise) et décédé le 28 juin 1883 à Paris.

## Biographie
Industriel des transports, il est officier de la garde nationale sous la Monarchie de Juillet. Il est député de l'Yonne de 1849 à 1870, siégeant à droite et soutenant le Second Empire. Il est conseiller général du canton de Noyers en 1852.

## Sources
- « Eugène Lecomte », dans Adolphe Robert et Gaston Cougny, Dictionnaire des parlementaires français, Edgar Bourloton, 1889-1891 [détail de l’édition]